# 马克斯·阿曼 (水球运动员)
马克斯·阿曼（德語：Max Amann，1905年1月19日—1945年12月24日），德国男子水球运动员。他曾代表德国参加1928年夏季奥林匹克运动会水球比赛，获得一枚金牌。他在第二次世界大战期间的一次行动中失踪，并于1945年12月被宣告死亡。